# Škoda 06T
Škoda 06T (торгова назва Elektra) — тип п'ятисекційного, частково низькопідлогового трамвая, що випускався у 2006—2007 рр. на заводі Škoda Transportation.

## Дизайн
06T — двонаправлений, шестивісний, п'ятисекційний, зчленований частково низькопідлоговий трамвайний вагон. З обох боків трамвая встановлено п'ять дверей (чотири двостулкових, одна одностулкова).
Конструктивно тип 06Т є похідним від трамвая типу 05Т, випущеного в одному екземплярі.
Зовнішні секції кузова базуються на двох двовісних ведучих візках (кожна вісь приводиться в рух двигуном потужністю 115 кВт), середня секція встановлена на рухомому візку, а друга і четверта секції підвішені між іншими секціями.
Підлога в крайніх ділянках розташована на висоті 620 мм над головкою рейки, а в інших частинах на рівні 350 мм над головкою рейки
;
частка низької підлоги становить 70 %.
Салон трамвая обладнаний кондиціонером.
Вагони 06T були побудовані для італійського міста Кальярі.
Незвичайною особливістю місцевої трамвайної системи є ширина колії 950 мм
.

## Використання
| Держава             | Місто               | Тип                 | Роки постачання     | Кіл-сть | Номери трамваїв |       |  |
| ------------------- | ------------------- | ------------------- | ------------------- | ------- | --------------- | ----- |  |
| Італія              | Кальярі             | 06T0                | 2006                | 6       | CA 01–CA 06     | [ 2 ] |  |
| Італія              | Кальярі             | 06T1                | 2007                | 3       | CA 07–CA 09     | [ 2 ] |  |
| Загальна кількість: | Загальна кількість: | Загальна кількість: | Загальна кількість: | 9       |                 |       |  |